# Long Tall Weekend
Long Tall Weekend è il settimo album in studio del gruppo musicale alternative rock statunitense They Might Be Giants, pubblicato nel 1999.
L'album è stato pubblicato solo su internet attraverso il servizio digitale di eMusic.

## Tracce
1. Drinkin' – 1:36
2. (She Thinks She's) Edith Head – 2:33
3. Maybe I Know – 2:07
4. Rat Patrol – 2:07
5. Token Back to Brooklyn – 1:04
6. Older – 1:57
7. Operators are Standing By – 1:24
8. Dark And Metric – 1:44
9. Reprehensible – 3:20
10. Certain People I Could Name – 3:33
11. Counterfeit Faker – 2:15
12. They Got Lost – 4:42
13. Lullaby To Nightmares – 2:31
14. On Earth My Nina – 1:27
15. The Edison Museum – 2:00

## Formazione
- John Flansburgh - voce, chitarre
- John Linnell - voce, tastiere, organo, fisarmonica, sassofoni, banjo, basso, corni, clarinetto, violino